# Chứng quyền
Chứng quyền (warrant) là một loại chứng khoán cho phép người nắm giữ có quyền mua cổ phiếu cơ sở (cổ phiếu phổ thông) của doanh nghiệp phát hành với mức giá cố định gọi là giá định trước (giá thực hiện) cho đến ngày đáo hạn. Mục đích chính của việc nắm giữ chứng quyền là việc cho phép người sở hữu được mua các cổ phiếu của doanh nghiệp theo mức giá được ấn định trước đó, cho dù có thay đổi nào về thị trường hay giá trị, những biến động của công ty, ở đây người nắm giữ (holder) đặt cược vào sự tính toán của mình trước biến động giá trị thị trường hơn là đặt cược vào triển vọng của doanh nghiệp đó như việc mua cổ phiếu. Theo Luật Chứng khoán Việt Nam thì "Chứng quyền" là loại chứng khoán được phát hành cùng với việc phát hành trái phiếu hoặc cổ phiếu ưu đãi, cho phép người sở hữu chứng quyền được quyền mua một số cổ phiếu phổ thông nhất định theo mức giá đã được xác định trước trong khoảng thời gian xác định.
Chứng quyền và quyền chọn tương tự nhau ở chỗ đây là hai công cụ tài chính dưới dạng hợp đồng (hợp đồng quyền chọn) cho phép người nắm giữ các quyền đặc biệt để mua chứng khoán. Cả hai đều tùy thuộc và có ngày hết hạn. Từ chứng quyền chỉ đơn giản có nghĩa là "ban cho đặc quyền" (hay chứng nhận đặc quyền), chỉ khác một chút so với ý nghĩa của quyền chọn. Chứng quyền thường được gắn với trái phiếu hoặc cổ phiếu ưu đãi để tạo ra sức hấp dẫn cho phép công ty phát hành trả lãi suất hoặc cổ tức thấp hơn. Chúng có thể được sử dụng để nâng cao lợi tức của trái phiếu (lợi tức trên một chứng khoán-yield, một thước đo mức hoàn vốn trước đó cho người nắm giữ chứng khoán) và làm cho chúng trở nên hấp dẫn hơn đối với những người mua tiềm năng. Trong trường hợp chứng quyền được phát hành cùng với cổ phiếu ưu đãi, người sở hữu chứng quyền có thể phải tách và bán chứng quyền trước khi họ có thể nhận được khoản thanh toán cổ tức. Chứng quyền được giao dịch sôi động trên một số thị trường tài chính như thị trường chứng khoán Đức và Hồng Kông. Trên thị trường chứng khoán Hồng Kông, giao dịch chứng quyền chiếm 11,7% doanh thu trong quý đầu tiên của năm 2009, chỉ đứng sau hợp đồng mua/bán chứng quyền.